# Esquirol escultor
L'esquirol escultor (Glyphotes simus) és una espècie de rosegador de la família dels esciúrids. És endèmic de la part malàisia de l'illa de Borneo, on viu a altituds d'entre 1.000 i 1.700 msnm. S'alimenta de molsa. El seu hàbitat natural són els boscos montans. Es desconeix si hi ha cap amenaça significativa per a la supervivència d'aquesta espècie.